# Maczużnikowate
Maczużnikowate (Cordycipitaceae Kreisel ex G.H. Sung, J.M. Sung, Hywel-Jones & Spatafora) – rodzina grzybów z rzędu rozetkowców (Hypocreales).

## Charakterystyka
Większość przedstawicieli rodziny Cordycipitaceae to grzyby drapieżne atakujące owady, niektóre są pasożytami grzybów. Większość z nich występuje w klimacie tropikalnym. Na ciele porażonych owadów tworzą skupiska konidioforów (często są to synnemy) i sklerocja. W laboratorium na podłożach hodowlanych rozwijają się słabo, zazwyczaj możliwa jest ich hodowla dopiero po przezimowaniu na żywicielu.
Na powierzchni żywiciela, lub w wytworzonej na nim główkowatej lub maczugowatej podkładce tworzą owocniki typu perytecjum. Podkładki wyrastają na trzonkach ze sklerocjów tworzonych w ciele owadów, lub w pokrywającej ich ciało grzybni. Worki cylindryczne, długie, wąskie i cienkościenne z silnie pogrubionym szczytem, w którym jest wąski otworek. Askospory nitkowate, długie. Zazwyczaj są kilkukomórkowe, ale już w workach zaczynają się rozpadać na jednokomórkowe.

## Systematyka
Pozycja w klasyfikacji według Index FungorumBionectriaceae, Hypocreales, Hypocreomycetidae, Sordariomycetes, Pezizomycotina, Ascomycota, Fungi.
Według aktualizowanej klasyfikacji Index Fungorum bazującej na Dictionary of the Fungi do rodziny Cordycipitaceae należą m.in. rodzaje:
- Akanthomyces Lebert 1858
- Ascopolyporus Möller 1901
- Beauveria Vuill. 1912
- Beejasamuha Subram. & Chandrash. 1977
- Blackwellomyces Spatafora & Luangsa-ard 2017
- Cordyceps Fr. 1818 – maczużnik
- Engyodontium de Hoog 1978
- Evlachovaea B.A. Borisov & Tarasov 1999
- Engyodontium de Hoog 1978
- Evlachovaea B.A. Borisov & Tarasov 1999
- Flavocillium H. Yu, Y.B. Wang, Y. Wang, Q. Fan & Zhu L. Yang 2020
- Gamszarea Z.F. Zhang & L. Cai 2020
- Gibellula Cavara 1894
- Hevansia Luangsa-ard, Hywel-Jones & Spatafora 2017
- Jenniferia Mongkols., Noisrip. & Tasan. 2022
- Leptobacillium Zare & W. Gams 2016[1].